# .hn
hn. هو امتداد خاص بالعناوين الإلكترونية (نطاق) domain للمواقع التي تنتمي إلى هندوراس

## أنواع المواقع[1]
- .net.hn
- .org.hn
- .com.hn
- edu.hn.
- .gob.hn.